# 만일 베르사유에서 내게 이야기했더라면
만일 베르사유에서 내게 이야기했더라면(Si Versailles m'etait conte, Royal Affairs in Versailles)은 프랑스에서 제작된 사샤 기트리 감독의 1954년 코미디 영화이다. 장 마라이 등이 주연으로 출연하였다.

## 출연

### 주연
- 장 마라이
- 조르쥬 막샬
- 장 피에르 오몽
- 브리지트 바르도
- 다니엘 델롬
- 쟝 루이스 바롤트
- 잔느 보이텔
- 부르빌
- 폴린느 카튼
- 지노 세르비
- 장 쉐브리에
- 클로데트 콜베르
- 쟝 끌로드 파스칼
- 제라르 필립
- 에디트 피아프
- 사샤 기트리
- 오손 웰즈